# Bolivar (Missouri)
Bolivar é uma cidade localizada no estado americano de Missouri, no Condado de Polk.

## Demografia
Segundo o censo americano de 2000, a sua população era de 9143 habitantes. 
Em 2006, foi estimada uma população de 10.563, um aumento de 1420 (15.5%).

## Geografia
De acordo com o United States Census Bureau tem uma área de 
16,2 km², dos quais 16,2 km² cobertos por terra e 0,0 km² cobertos por água. Bolivar localiza-se a aproximadamente 322 m acima do nível do mar.

## Localidades na vizinhança
O diagrama seguinte representa as localidades num raio de 24 km ao redor de Bolivar. 